# Ouzouer-le-Marché

Ouzouer-le-Marché este o comună în departamentul Loir-et-Cher, Franța. În 1 ianuarie 2018 avea o populație de 2.052 de locuitori.